# 조마르트 오토르바예프
조마르트 카이포비치 오토르바예프(키르기스어: Жоомарт Кайыпович Оторбаев, 1955년 8월 18일 ~ )는 키르기스스탄의 정치인이자 총리이다. 2014년 3월 25일부터 2015년 5월 1일까지 키르기스스탄의 총리를 역임하였다.